# Anna und Arthur halten’s Maul
Anna und Arthur halten's Maul ist eine 1987 erstmals geführte und seitdem mehrfach aufgegriffene Kampagne der autonomen Bewegung. Unter diesem Slogan werden Beschuldigte und Zeugen zur Verweigerung jeglicher Zusammenarbeit mit Polizei, Justiz und Geheimdiensten aufgefordert. Die Protagonisten „Anna“ und „Arthur“ sind fiktiv und stehen symbolhaft für alle Betroffenen.  
Die Kampagne wurde im Dezember 1987 von Gruppen aus der Bewegung gegen die Startbahn West in Frankfurt am Main initialisiert. Hintergrund waren die Ermittlungen und Festnahmen der Strafverfolgungsbehörden wegen der Tötungsdelikte an der Startbahn West am 2. November 1987. Im Zuge dieser Ermittlungen machten viele Aktivisten Aussagen, mit denen sie (oft aus Unwissenheit) sich selbst und andere belasteten. Ziel der Kampagne war es einerseits, weitere belastende Aussagen zu verhindern, und andererseits zu erreichen, dass bereits getätigte Aussagen vor Gericht zurückgezogen werden. Die Kampagne wurde in der bundesdeutschen radikalen Linken mehrfach aufgegriffen und ist bis heute ein zentraler Orientierungspunkt für Debatten über die Verweigerung von Aussagen.
Die Kampagnen zur Aussageverweigerung rufen insbesondere dazu auf, nicht auf Anwerbeversuche von Geheimdienstlern einzugehen und keine Aussagen gegenüber Polizei und Justiz zu tätigen. Die Angesprochenen sollen im Regelfall nicht nur gegenüber Polizisten und Staatsanwälten schweigen, sondern auch gegenüber Richtern, und zwar selbst dann, wenn
- sie als Angeklagte vor Gericht stehen und eine Aussage zwar ihre Verurteilung verhindern oder sich günstig auf ihr Strafmaß auswirken könnte, sie dadurch jedoch Andere belasten könnten; oder wenn
- sie als Zeugen vor Gericht stehen und in Bezug auf die betreffende Frage weder Aussageverweigerungsrecht noch Zeugnisverweigerungsrecht geltend machen können, für die Verweigerung der Aussage also mit bis zu sechs Monaten Beugehaft belegt werden könnten.

Die Kampagne argumentiert, dass jegliche Kooperation mit Strafverfolgungsbehörden diese in ihrer Verfolgungs- und Unterdrückungsarbeit unterstützen würde. Selbst eine Aussage, die vordergründig nur einen bestimmten Verdächtigen entlaste, verkleinere den Kreis der als Täter in Frage kommenden, führe Polizei und Justiz damit näher an den tatsächlichen Täter heran und sei damit eine indirekte Denunziation eines anderen. Das Prinzip der Solidarität gebiete daher, Polizei und Justiz ebenso wenig mit Entlastungsmaterial wie mit irgendwelchen anderen Informationen zu versorgen. Dies schließe auch die öffentliche Spekulation über kriminalisierungsrelevante Themen ein. Gleichzeitig wird auch vor der Abgabe von Falschaussagen als Verteidigungsstrategie abgeraten. Grundlage der Strategie der Aussageverweigerung sind die Annahmen:
- Es gibt keine entlastenden Aussagen,
- es gibt keine harmlosen Aussagen,
- es gibt keine banalen Fragen,
- Aussagen schützen nicht vor weiteren Vorladungen.

Umstritten zwischen den Befürwortern der Kampagnen ist, in welchen Fällen eine den Beschuldigten entlastende Aussage vor Gericht legitim sein kann. Dies wurde unter anderem anhand entlastender Aussagen für den Angeklagten Frank H. im Prozess zu den Tötungsdelikten an der Startbahn West, im Prozess anlässlich der Tötung von Gerhard Kaindl und anlässlich des Verfahrens gegen die Berliner Revolutionären Zellen ausführlicher diskutiert.
Anfang der 1990er Jahre wurde die Kampagne von der Roten Hilfe e. V. aufgegriffen und 2000 startete die Rote Hilfe erneut eine Aussageverweigerungskampagne, diesmal unter dem Slogan „Bitte sagen Sie jetzt nichts“. Im Hinblick auf den Auftritt in und den Umgang mit sozialen Medien sowie generell die Nutzung neuer Kommunikationsmöglichkeiten wurde der ursprüngliche Slogan inzwischen erweitert zu „Anna und Arthur halten (weiterhin) ’s Maul!“.